# Меркурис, Спиридон
Спиридо́н (Спи́рос) Мерку́рис (греч. Σπυρίδων Μερκούρης; 1856—1939) — греческий политик, занимавший в начале XX века пост мэра Афин.
Меркурис родился в 1856 году в приморском городе Эрмиони. С 15 лет работал в администрации городской больницы и изучал медицину.
В 1899 году Меркуриса выбрали мэром Афин, и эту почётную должность он занимал непрерывно вплоть до 1914 года.
Во время Национального раскола, как приверженец роялистов, Меркурис был сослан в 1917 году на остров Корсика. Кроме того, он был обвинён в причастности к беспорядкам «Ноэмбриана» 1916 года и приговорён к смерти. Освобожден из тюрьмы в 1920 году, избран депутатом нома Аттика и Беотия (греч.) в 1928 году.
В 1929 году Меркурис вновь был переизбран на пост мэра Афин и оставался в этой должности до 1934 года. Ему удалось заслужить авторитет ведущего специалиста не только своего времени в области городского самоуправления. Скончался в 1939 году, похоронен в Афинах.
Спиридон Меркурис — отец политиков-антагонистов Георгиоса (лидера Греческой национал-социалистической партии) и Стаматиса Меркуриса (депутата от Единой демократической левой партии), родной дед знаменитой греческой актрисы и министра культуры Мелины Меркури и её младшего брата Спироса Меркуриса — культурного и общественного деятеля современной Греции.